# Claudine se ne va
Claudine se ne va (titolo originale Claudine s'en va, sottotitolo Diario di Annie), apparso originariamente a Parigi nel 1903 presso l'editore Ollendorf (che l'anno precedente si era invece rifiutato di pubblicare il terzo episodio del ciclo, Claudine en ménage), è il quarto romanzo della fortunata serie scritta da Sidonie-Gabrielle Colette; anche questo venne pubblicato con lo pseudonimo del suo primo marito, Henry Gauthier-Villars detto Willy, i cui interventi letterari si limitarono tuttavia a indicazioni strutturali, revisioni e qualche aggiunta personale, sempre meno necessaria a mano a mano che la vera autrice imparava il mestiere.

## Trama
Mentre i tre precedenti romanzi del ciclo hanno la forma narrativa di un diario scritto in prima persona della protagonista stessa, Claudine se ne va è invece il diario di un personaggio nuovo che appare per la prima volta: Annie, giovane sposa originaria della Francia meridionale. Dopo quattro anni di matrimonio suo marito Alain, che lei ha conosciuto quando aveva 12 anni e lui 16, parte per l'Argentina per l'inventario di un'eredità terriera eredita da uno zio emigrato quindici anni prima.
Il possessivo Alain ha preferito non far affrontare alla moglie la traversata atlantica, tuttavia ha vincolato la sua attesa a Parigi a un documento, l'Impiego del tempo, che riporta minuziose prescrizioni su ciò che Annie, che lui talvolta chiama “la mia piccola schiava” per la sua carnagione bruna, può fare o meno durante la sua assenza: tra queste, la disposizione di ”una sola visita a Renaud e Claudine, coppia invero troppo eccentrica per una giovine moglie il cui marito è assente.”
La sola compagnia che le è permessa è la cognata Marthe, moglie di uno scrittore di nome Léon. Un giorno però Marthe la invita a passare a prenderla proprio dall'"amena Claudine". La padrona di casa le fa molti complimenti e velate allusioni. Le rigide convinzioni di Annie cominciano a allentarsi, un giorno si concede l'etere per curare l'emicrania, poi lascia entrare in casa il suo bulldog Toby che il marito aveva esiliato in cortile.
Annie, Marthe e Léon si recano per i bagni nella località termale di Arriège. Sopraggiungono anche Claudine e il marito Renaud, che sconcertano Annie perché si comportano ancora come sposini novelli. Ben presto la giovane si accorge che Marthe flirta con Maugis, un amico comune. La compagnia decide di trasferirsi alle terme di Bayreuth. Annie conquista una sempre maggiore indipendenza psicologica e si rende conto della gabbia senza amore nella quale il marito l'ha costretta; una franca conversazione con Claudine la mette davanti a questo fatto, che lei non ama Alain, anzi prova attrazione per la giovane donna e ritiene di essere ricambiata.
Si avvicina intanto la data del ritorno di Alain. Annie scopre Martha in una situazione imbarazzante con Maugis, per vendicarsi la cognata le rivela una relazione conclusa da poco tra suo marito e Valentine Chessenet. Annie si rifugia nella sua casa di campagna a Casamène, dov'è cresciuta.
La raggiunge una lettera di Alain, entro dieci giorni arriverà a casa. Annie ormai è matura per la ribellione: è una donna nuova che preferisce la solitudine della libertà alla sottomissione vissuta fino a oggi. Grazie alla dote e all'eredità della nonna lascia Parigi in treno, diretta verso la Germania, portando con sé il cane Toby e una piccola rivoltella acquistata da un armaiolo, nel caso Alain riuscisse a raggiungerla.

## Personaggi
- Annie Lajarisse, giovane creola originaria dell'Algeria, dopo il matrimonio con Alain Samzun si è trasferita a Parigi;
- Alain Samzun, possessivo marito di Annie, di 4 anni più anziano;
- Claudine, la protagonista del ciclo, in questo romanzo vive a Parigi in rue de Bassano;
- Marthe Payet (nata Samzun), cognata di Annie;
- Léon Payet, scrittore, è il marito di Marthe, riesce a produrre “un romanzo e due terzi l'anno;
- Maugis, giornalista agiato e spasimante di Marthe.

## Critica
Se il ciclo classico di Claudine si può considerare esaurito con la trilogia dei primi romanzi, al termine dei quali la protagonista offesa e tradita conquista la propria indipendenza, questo quarto episodio rappresenta una tappa importante nell'affermazione artistica di Colette; questa procede in parallelo con la conquista di una sicurezza letteraria che la condurrà a breve a firmare con il proprio nome i successivi romanzi. Con Claudine s'en va, nel quale si emancipa dal personaggio della ex scolaretta osé anche grazie a una struttura narrativa sempre meno lineare, Colette raggiunge la consapevolezza di essere diventata finalmente scrittrice.
Questo è l'ultimo romanzo che viene pubblicato sotto il nome d'arte Willy; il tema del diario di Annie, l'adulterio, testimonia come i dissapori tra Colette e il marito siano arrivati a un punto di non ritorno. Il divorzio tra i due andrà in scena poco tempo dopo, e nel 1906 la scrittrice si trasferirà a vivere dalla marchesa Mathilde de Morny (o de Belbeuf), anticonformista che faceva scandalo nel bel mondo parigino indossando abiti maschili e baffi finti. La relazione tra le due si trasformerà anche in sodalizio teatrale.
Secondo Carmen Covito, Willy traeva profitto dall'insperato, strabiliante successo del ciclo di Claudine, costringendo la moglie a un'identificazione con il personaggio che diventava sempre meno plausibile con il passare del tempo; tuttavia la subordinazione al marito non si sarebbe mai trasformata in ribellione aperta senza la consapevolezza del valore della propria scrittura:
(Carmen Covito)